# Stikstofdepositie

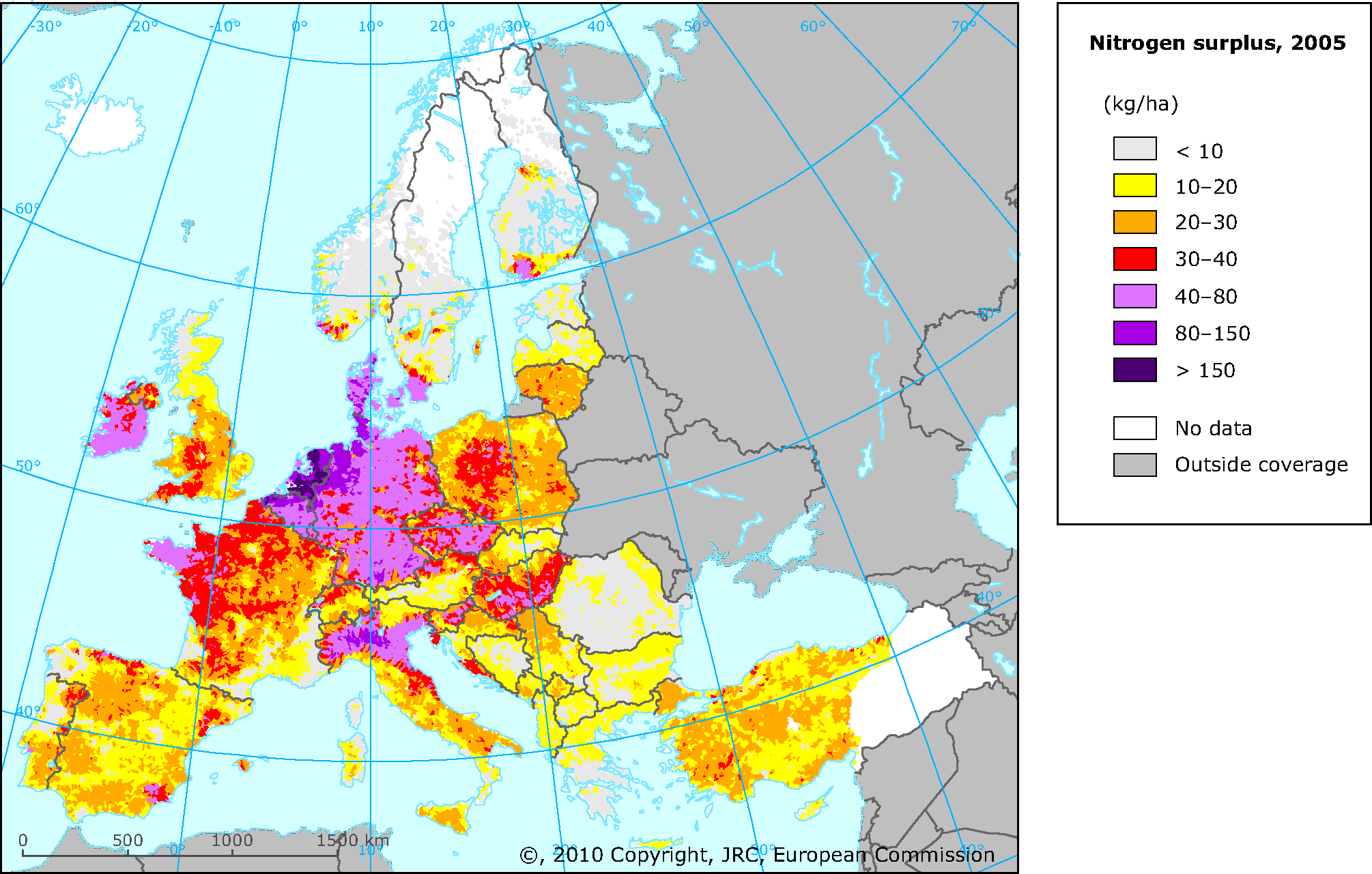
Geschatte overmaat stikstof (het verschil tussen anorganische en organische bemesting, atmosferische depositie, fixatie en plantopname) in Europa (2005).

Stikstofdepositie (ook wel vermestende depositie) is het neerslaan van reactieve stikstofverbindingen (stikstofoxiden en ammoniak) vanuit de lucht op de bodem en in het oppervlaktewater.

## Vormen van depositie
Er is een onderscheid in natte en droge depositie. Bij natte depositie is sprake van stikstofverbindingen die zich oplossen in druppeltjes in de lucht die vervolgens als regen, sneeuw of hagel naar beneden komen.  Binnen deze druppeltjes is ammoniak opgelost als ammonium en stikstofoxiden als nitraat.
Van droge depositie is sprake wanneer stikstofverbindingen door turbulentie neerdalen of door planten uit de lucht worden opgenomen. Omdat stikstofoxiden en ammoniakverbindingen zwaardere moleculen zijn dan de natuurlijke stoffen in lucht, zoals ongebonden stikstof (N2), zuurstof (O2) en waterdamp (H2O), komen deze stikstofverbindingen door de werking van de zwaartekracht op den duur altijd naar de bodem.

## Oorzaken van stikstofdepositie
Door de industrialisatie heeft de mens steeds meer ingegrepen in de natuurlijke stikstofkringloop. Met name door de landbouw, de veeteelt en door verbrandingsprocessen werden en worden reactieve stikstofverbindingen in de atmosfeer gebracht, die, in tegenstelling tot de van nature voorkomende atmosferische stikstof, worden gemetaboliseerd door planten en andere organismen. 
De door menselijke activiteiten geproduceerde stikstofverbindingen in het milieu dragen aanzienlijk bij aan het verlies aan biodiversiteit. Er is een positieve correlatie aangetoond tussen de mate van stikstofdepositie en het stikstofgehalte in planten.
Stikstof uitgestoten door de landbouw (voornamelijk gereduceerde stikstof zoals in ammoniak, NH3) is veel schadelijker voor de natuur dan stikstof uitgestoten door het verkeer of door de industrie (voornamelijk geoxideerde stikstof zoals in stikstofoxiden, NOx). Bovendien bevinden landbouwpercelen zich gemiddeld dichter bij natuurgebieden dan industriezones. Daarom staat bijvoorbeeld in het stikstofakkoord van 2022 dat in Vlaanderen een landbouwbedrijf maximaal 0,025% mag bijdragen aan de stikstofneerslag die een bepaald natuurgebied kan slikken (impactscore), terwijl die drempel voor de industrie of wegenbouw op 1% ligt.
Het verspreidingsgedrag van de verschillende stikstofverbindingen varieert. Omdat de afzettingssnelheden van stikstofoxiden zeven keer langzamer zijn dan die van ammoniak, leggen stikstofoxiden grotere afstanden voordat ze op de bodem terecht komen.

## Gevolgen van depositie
Eutrofiëring ("vermesting") en bodemverzuring is het gevolg van een hoge stikstofdepositie in ecosystemen. De kritische depositiewaarde is de hoeveelheid stikstofdepositie die een intact ecosysteem over langere tijd kan verdragen zonder dat significante schade optreedt aan de structuur of het functioneren van dat ecosysteem. Zeldzame planten die goed groeien op stikstofarme grond worden verdrongen door stikstofminnende soorten, zoals brandnetels en bramen. 
De nadelige gevolgen van een overschot aan uitstoot van reactieve stikstofverbindingen in de stikstofkringloop door menselijke toedoen staat bekend als de stikstofproblematiek.
Planten hebben echter stikstof nodig om te kunnen groeien. Ieder eiwit en ook bijvoorbeeld DNA dat in levende organismen zit, bevat stikstof. Sommige plantensoorten hebben wortelknolletjes, waarmee in symbiose met bepaalde bacteriën direct stikstof uit de lucht wordt gehaald, de zogeheten stikstoffixatie. Andere planten halen de benodigde stikstofverbindingen uit de bodem. Die verbindingen kunnen op natuurlijke wijze in de bodem terecht zijn gekomen, bijvoorbeeld via dode dieren, schimmels, bacteriën, of afgestorven planten. In een natuurlijk ecosysteem is de stikstofkringloop gesloten. In de landbouw wordt om voldoende te kunnen oogsten stikstof aan de bodem toegevoegd, in de vorm van natuurlijke mest of kunstmest.

## Metingen
Omdat de stikstofdepositie in verschillende vormen plaatsvindt en in verschillende chemische verbindingen, is het zeer complex om de totale stikstofdepositie te meten. 
De hoeveelheid natte depositie is makkelijk meetbaar aan de hand van het stikstofgehalte van opgevangen regenwater in regenmeters. Het meten van droge depositie is zeer moeilijk en duur. Regenmeters meten bovendien 70% van de droge depositie waardoor bij samenvoeging een dubbeltelling kan plaatsvinden. De hoeveelheid stikstofdepositie wordt daarom vaak door middel van modellen berekend.
Een andere mogelijkheid is om de depositie te bepalen met behulp van bio-indicatie met nitrofieten. De reactie van bepaalden soorten op de stikstofdepositie wordt daarbij bepaald. Het is daarbij belangrijk dat de gebruikte organismen de geabsorbeerde stikstof niet gebruiken om te groeien, maar dat zij de stoffen juist ophopen. Dit is het geval bij de mossen Pleurozium schreberi en Scleropodium purum. Ook het bladmos Parmelia sulcata vertoont dit gedrag.

## Voorbeelden
In Duitsland wordt in het eerste kwart van de 21ste eeuw jaarlijks gemiddeld 20 tot 40 kilogram stikstof per hectare afgezet, ongeveer gelijk verdeeld over  ammoniak en stikstofoxiden. Volgens het Duitse federale milieuagentschap wordt de kritische depositiewaarde in 90 procent van het oppervlak van Duitsland overschreden. De situatie is vergelijkbaar met die in Zwitserland. De depositiesnelheden variëren van minder dan 5 tot meer dan 40 kilogram stikstof per hectare en jaar.
In Nederland bedraagt de landelijke gemiddelde stikstofdepositie circa 21 kg stikstof per ha per jaar (circa 1500 mol). De depositie varieert echter sterk tussen de verschillende gebieden. Met name de Gelderse Vallei en de Peel kennen hoge waarden van meer dan 3500 mol N/ha per jaar. De oorzaak van deze hoge depositie is de aanwezigheid van intensieve veehouderij in deze gebieden.
Vlaanderen is anno 2021 de Europese koploper wat betreft stikstofvervuiling op natuurgebieden.
De ammoniak emissie in Nederland is in 2022 ten opzichte van 1990 met 65% gedaald. De emissie van stikstofoxiden in Nederland daalde met 72%.